# Pulsa denura
De Pulsa denura is een modern kabbalistisch ritueel waarin God wordt gevraagd om een vermeende zondaar te vervloeken. Het wordt vertaald met boog van vuur of striemen van vuur. De gangbare visie is evenwel dat een dergelijk gebed tegenstrijdig is met de joodse wet. Onderzoekers claimen dan ook dat onder de noemer Pulsa denura feitelijk een excommunicatieritueel wordt opgevoerd. 

## Yitzchak Rabin
Deze vloek werd in 1995 door orthodox-extreemrechtse Israëliërs uitgesproken over de Israëlische premier Yitzchak Rabin omdat hij bij de Oslo-akkoorden (1993) de Palestijnen (gedeelteijk) zeggenschap had gegeven over de Westbank en Gazastrook. Volgens zijn vervloekers had Rabin hiermee het 'kernland van Israël' (Judea en Samaria) uit handen gegeven aan 'de vijand' en was daarmee tegen Gods gebod aan de joden ingegaan om het beloofde land te bewonen, te cultiveren en te ontwikkelen. Enkele dagen later werd Rabin door een extreem rechtse jood vermoord.

## Ariel Sharon
Op 26 juli 2005 werd dezelfde vloek ook uitgesproken over de Israëlische premier Ariel Sharon onder andere omdat hij bevel had gegeven de Gazastrook te ontruimen en over te geven aan de Palestijnen. In januari 2006 raakte Sharon in coma na een ernstige beroerte en ontwaakte niet meer tot aan zijn overlijden in januari 2014.